# 约维安
弗拉維烏斯·克勞狄烏斯·約維安努斯（拉丁語：Flavius Claudius Jovianus，331年—364年2月17日），羅馬帝國第64任皇帝。羅馬皇帝尤利安在遠征波斯的薩珊王朝時陣亡，約維安便在行伍之中被擁立為新皇帝，時為公元363年6月26日。

## 生平
約維安出於辛古都努（即今日塞爾維亞的貝爾格勒），他的父親是皇帝君士坦丁二世的皇家衛隊。他進入軍隊之後，363年昇任為尤利安皇帝的禁衛隊長，並在同年參加了與薩珊波斯的國王沙普爾二世的戰爭。初期羅馬軍順利挺進，但後來戰況逆轉，羅馬遠征軍決定保留戰果而撤退。在撤退過程的遭遇戰中，尤利安皇帝受到敵人長矛刺入右胸，傷重死亡。東方行政首長薩魯斯特以年事為由拒絕皇位，於是軍隊便在戰場上推立約維安為新任皇帝。約維安急於結束戰事，與波斯訂立停戰和約，將羅馬已經攻佔的兩河流域領土讓予波斯，並放棄亞美尼亞地區的宗主權。
約維安簽立和約後，將羅馬軍隊順利並安全地撤回安提阿。他迅速趕回帝國的中樞君士坦丁堡，尋求元老院與帝國實力者的皇位確認。

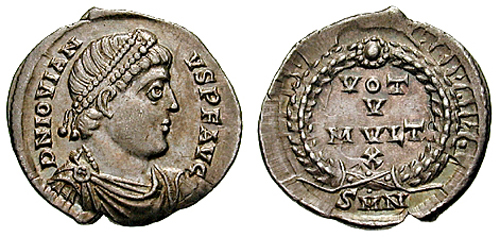
刻有约维安頭像之羅馬帝國硬幣

約維安是個基督徒，與他前任尤利安的多神異教信仰不同。他恢復了前朝受到壓抑的基督教活動，並重新將君士坦丁大帝的拉布蘭旗（帶有耶穌基督名字縮寫的希臘字母Χ（Chi）和Ρ（Rho）兩字）訂為羅馬的軍旗。他重新起用阿塔那西烏斯為總主教，讓正統教義成為基督教官方支持的教義，阿里烏教派從此在羅馬帝國境內失去影響力。在敘利亞地區，約維安成為基督教傳奇中的英雄人物。
他的統治只有八個月，364年2月17日，他因食物中毒而亡。

## 註腳
1. ↑  Church of the Holy Apostles